# Masato Otake
Masato Otake (大嶽 真人 Otake Masato?), född 31 augusti 1971 i Shizuoka prefektur, är en japansk före detta fotbollsspelare.
Otake började sin karriär 1994 i Cerezo Osaka. Han avslutade karriären 1996.